# Don (kính ngữ)
Don (tiếng Tây Ban Nha: [don]; tiếng Ý: [dɔn]; tiếng Bồ Đào Nha: Dom [dõ], từ tiếng La Tinh dominus, có nghĩa là 'Lãnh chúa'), viết tắt là D., là một tiền tố kính ngữ chủ yếu được sử dụng ở Tây Ban Nha và Đế chế Tây Ban Nha trước đây, Croatia, Ý, Bồ Đào Nha và các thuộc địa cũ của nó.
Don, và dom, có nguồn gốc từ tiếng La Tinh là Dominus: chủ một hộ gia đình, một danh hiệu có nguồn gốc từ Cộng hòa La Mã trong thời Cổ đại Hy-La. Với hình thức viết tắt đã xuất hiện như vậy vào thời Trung cổ, theo truyền thống, nó được dành riêng cho các giáo sĩ và quý tộc Công giáo...
Tương đương với nữ là Doña (tiếng Tây Ban Nha: [ˈdoɲa]), Donna (tiếng Ý: [ˈdɔnna]), tiếng Romania: Doamnă và Dona (tiếng Bồ Đào Nha: [ˈdonɐ]) viết tắt D.ª, Da., Hoặc đơn giản là D. Nó là một kính ngữ dành riêng cho phụ nữ, chẳng hạn như Đệ nhất phu nhân Brazil. Trong tiếng Bồ Đào Nha, "Dona" có xu hướng ít bị hạn chế hơn đối với phụ nữ so với "Dom" dành cho nam giới.
Ở Vương quốc Anh và Ireland, đặc biệt là tại Oxford, Cambridge và Dublin, từ này có nghĩa là đồng nghiệp giảng dạy ở cấp đại học hoặc gia sư, nhưng nó không được sử dụng như một tiền tố kính ngữ.